# Armin Frauscher
Armin Frauscher (Innsbruck, 22 marzo 1994) è uno slittinista austriaco.

## Biografia
Ha iniziato a gareggiare per la nazionale austriaca nelle varie categorie giovanili nella specialità del singolo, ottenendo, quali migliori risultati, la medaglia di bronzo nella gara a squadre nella prima edizione dei Giochi olimpici giovanili invernali ad Innsbruck 2012, dove giunse altresì nono nel singolo, nonché due medaglie ai campionati europei juniores: quella d'oro nel singolo a Sigulda 2014 e quella di bronzo nella prova a squadre a Winterberg 2012.

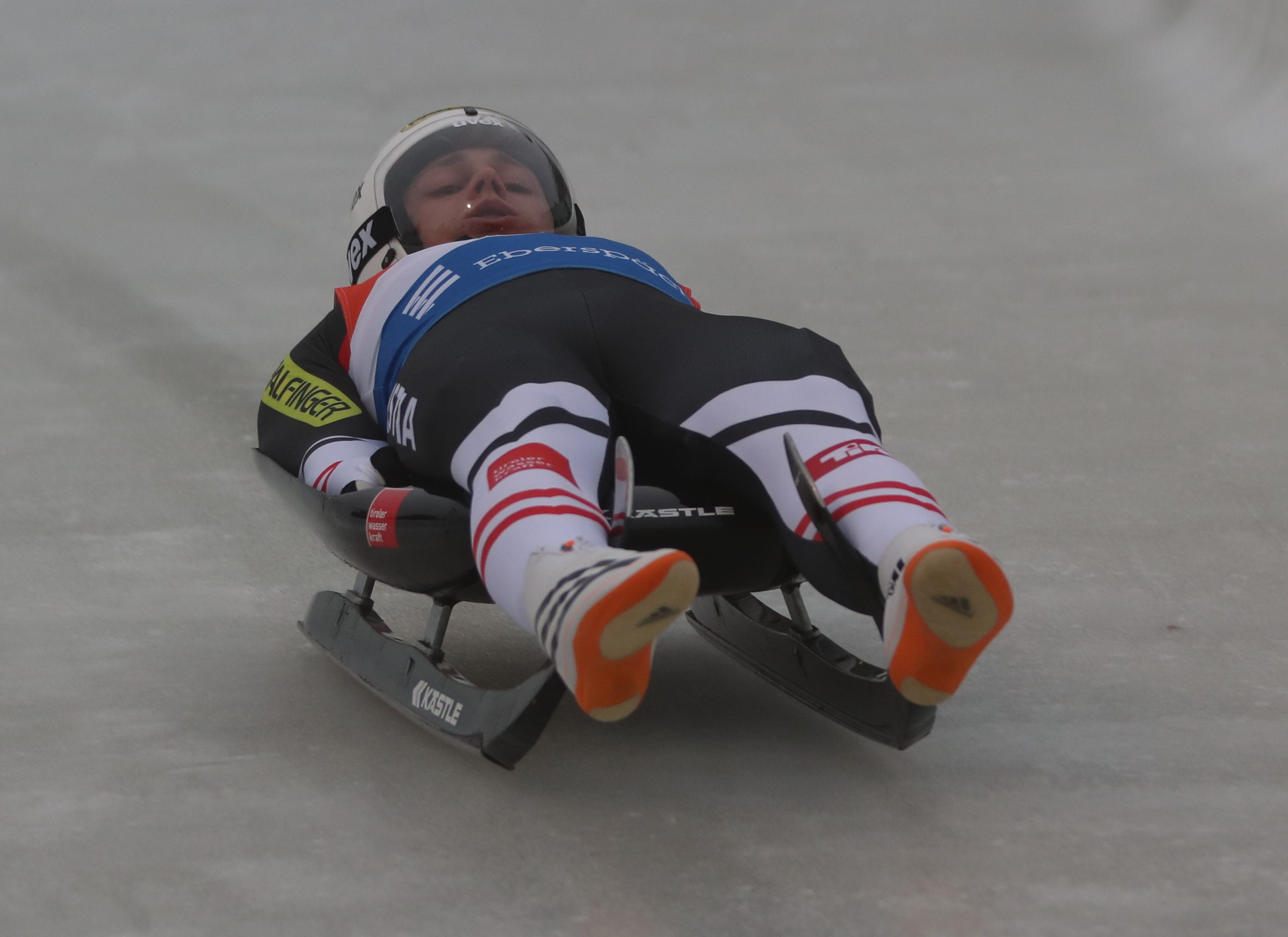
Armin Frauscher in gara nel singolo a Winterberg nel 2017

A livello assoluto ha esordito in Coppa del Mondo nella stagione 2012/13 e ha conquistato il primo podio il 29 novembre 2015 nel singolo ad Igls (2°). In classifica generale come miglior risultato si è piazzato al ventisettesimo posto nella specialità del singolo nel 2014/15. A partire dalla stagione 2019/20 gareggia nel doppio in coppia con Yannick Müller, conquistando il primo podio nella nuova disciplina il 28 novembre 2020 a Innsbruck, dove fu secondo; nella classifica generale del doppio detiene invece quale miglior piazzamento il sesto posto raggiunto nel 2020/21.

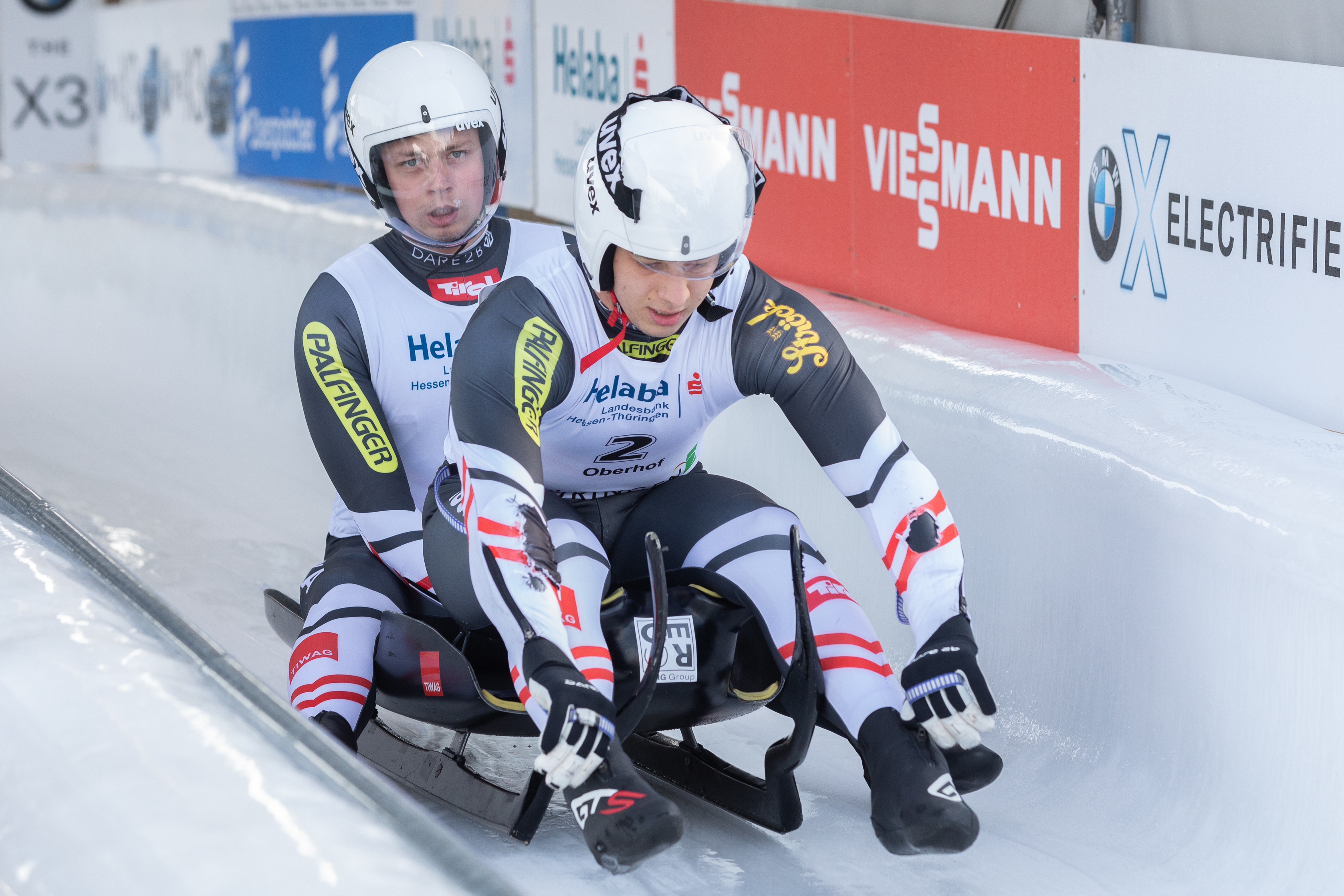
Frauscher (dietro) e Yannick Müller in gara a Oberhof nel 2020

Ha inoltre preso parte a quattro edizioni dei campionati mondiali, gareggiando almeno una volta in tutte e cinque le specialità dello slittino. Nel dettaglio i suoi risultati sono stati, nel singolo: nono a Schönau am Königssee 2016 e nono a Innsbruck 2017; nel singolo sprint: settimo a Schönau am Königssee 2016 e dodicesimo a Innsbruck 2017; nel doppio: undicesimo a Soči 2020 e undicesimo a Schönau am Königssee 2021; nel doppio sprint: ottavo a Soči 2020 e quindicesimo a Schönau am Königssee 2021; nella gara a squadre: quinto a Soči 2020. Il piazzamento ottenuto nel singolo nell'edizione del 2016 gli è valso anche la medaglia di bronzo nella speciale classifica riservata agli atleti under 23; in tale graduatoria vinse inoltre l'argento a Igls nel 2017; nelle prove a squadre: quinto a Soči 2020.
Nelle rassegne continentali ha totalizzato quale miglior piazzamento l'ottavo posto nel singolo, ottenuto a Schönau am Königssee 2017, e il nono nel doppio, raggiunto a Sigulda 2021.

## Palmarès

### Mondiali
- 3 medaglie:
  - 1 argento (gara a squadre ad Oberhof 2023);
  - 2 bronzi (doppio, doppio sprint ad Oberhof 2023).

### Europei
- 1 medaglia:
  - 1 bronzo (doppio a Winterberg 2025).

### Mondiali under 23
- 2 medaglie:
  - 1 argento (singolo ad Innsbruck 2017);
  - 1 bronzo (singolo a Schönau am Königssee 2016).

### Olimpiadi giovanili
- 1 medaglia:
  - 1 bronzo (gara a squadre ad Innsbruck 2012).

### Europei juniores
- 2 medaglie:
  - 1 oro (singolo a Sigulda 2014);
  - 1 bronzo (gara a squadre a Winterberg 2012).

### Coppa del Mondo
- Miglior piazzamento in classifica generale nel singolo: 12º nel 2015/16.
- Miglior piazzamento in classifica generale nel doppio: 6º nel 2020/21 e nel 2022/23.
- 13 podi (2 nel singolo, 7 nel doppio, 2 nel doppio sprint, 2 nelle gare a squadre):
  - 2 vittorie (1 nel doppio sprint, 1 nelle gare a squadre);
  - 4 secondi posti (2 nel singolo, 1 nel doppio, 1 nelle gare a squadre);
  - 7 terzi posti (6 nel doppio, 1 nel doppio sprint).

#### Coppa del Mondo - vittorie
| Data            | Luogo     | Paese    | Disciplina                                                         |
| --------------- | --------- | -------- | ------------------------------------------------------------------ |
| 4 dicembre 2022 | Innsbruck | Austria  | Doppio sprint con Yannick Müller                                   |
| 5 febbraio 2023 | Altenberg | Germania | Gara a squadre con Madeleine Egle, Wolfgang Kindl e Yannick Müller |